# Ross Davenport
Pour les articles homonymes, voir Davenport.
 Ross Davenport, né le 23 mai 1984 à Belper, dans le Derbyshire, est un nageur britannique. Il a détenu de 2008 à 2010 le record d’Europe du relais 200 m nage libre avec ses coéquipiers de l’équipe du Royaume-Uni.

## Biographie
Ross Davenport a commencé à nager à l’école de Belper en 1995.
Il a remporté deux médailles d'or aux Jeux du Commonwealth 2006 à Melbourne pour le 200 m libre et le relais 4 × 200 m nage libre.
Le 27 novembre 2006, il a remporté la célèbre trophée BBC East Midlands de la Personnalité sportive de l'année, remporté en 2005 par la navigatrice Ellen MacArthur. Il est membre du club de natation de l'Université de Bath, entraîné par Ian Turner à l'Université de Loughborough. Il réside et s'entraîne aujourd'hui à Loughborough.
Ross s’est qualifié avec l'équipe britannique aux Jeux olympiques de Pékin en 2008 dans deux épreuves, le 200 m libre et le relais 4 × 200 m nage libre. Il y est parvenu en remportant le 200 m libre, devant Robert Renwick, dans le Championnat de Grande-Bretagne 2008 en grand bassin (faisant office de sélections olympiques) le 3 avril 2008. Son temps de la finale fut 1 min 47 s 66.
Son frère Ashley Davenport nage également.

## Palmarès
Aux Jeux olympiques de Pékin, Ross Davenport participe aux 200 m nage libre et aux relais 4 × 100 m nage libre et 4 × 200 m nage libre. Dans le 200 m nage libre, il atteint la finale en se plaçant 8e dans un temps de 1 min 47 s 70. Dans le relais 4 × 100 m nage libre, l'équipe du Royaume-Uni se place 8e en 3 min 12 s 87. Enfin dans le relais 4 × 200 m nage libre, l'équipe du Royaume-Uni se place 6e dans un temps de 7 min 05 s 92.

## Records

### Record d’Europe
Lors des championnats du monde de natation en petit bassin 2008 qui se sont tenus à Manchester du 9 au 13 avril 2008, Ross Davenport bat, le 10 avril 2008, le record d’Europe du 4 × 200 m nage libre en petit bassin avec ses coéquipiers de l’équipe du Royaume-Uni, dans un temps de 6 min 56 s 52. Ce record sera battu deux ans plus tard, le 16 décembre 2010 à Dubaï, par l’équipe de Russie avec un temps de 6 min 49 s 4.
| Épreuve                         | Nageurs                                                 | Temps équipe  | Temps perso                                             | Date      |
| Relais 4 × 200 m nage libre (H) | Robert Renwick David Carry Andrew Hunter Ross Davenport | 6 min 56 s 52 | 1 min 44 s 83 1 min 44 s 19 1 min 44 s 04 1 min 43 s 46 | 10 avr 08 |

## Meilleurs temps personnels
Les meilleurs temps personnels établis par Ross Davenport dans les différentes disciplines sont détaillés ci-après.
| Épreuve          | Bassin | Temps         | Compétition                            | Lieu                | Date             |
| 50 m Libre       | 50 m   | 22 s 64       | Championnats d'Angleterre              | Sheffield           | 1er avril 2008   |
| 100 m Libre      | 50 m   | 49 s 12       | Championnats d'Angleterre              | Sheffield           | 4 avril 2008     |
| 200 m Libre      | 50 m   | 1 min 46 s 46 | Championnats du monde de natation 2009 | Rome (Italie)       | 27 jul 2009      |
| 400 m Libre      | 50 m   | 3 min 51 s 63 | ASA Youth & Open                       | Sheffield           | 27 jul 2007      |
| 100 m Papillon   | 50 m   | 58 s 37       | Plymouth Long Course Open              | Millfield           | 14 décembre 2007 |
| 200 m 4 Nages    | 50 m   | 2 min 10 s 08 | Speedo Grand Challenge                 | Irvine (États-Unis) | 27 mai 2005      |
| 100 m Libre Laps | 50 m   | 47 s 30       | Championnats du monde de natation 2009 | Rome (Italie)       | 26 jul 2009      |
| 200 m Libre Laps | 50 m   | 1 min 46 s 09 | Championnats du monde de natation 2009 | Rome (Italie)       | 31 jul 2009      |

| Épreuve          | Bassin | Temps         | Compétition                                            | Lieu                     | Date             |
| 50 m Libre       | 25 m   | 22 s 08       | FINA: World Cup No 3 - 2009 Series                     | Stockholm (SWE)          | 11 novembre 2009 |
| 100 m Libre      | 25 m   | 47 s 50       | British Gas Grand Prix                                 | Leeds                    | 7 aou 2009       |
| 200 m Libre      | 25 m   | 1 min 42 s 95 | Coupe du monde de natation FINA 2009                   | Berlin (Allemagne)       | 15 novembre 2009 |
| 400 m Libre      | 25 m   | 3 min 40 s 32 | British Gas Grand Prix                                 | Leeds                    | 6 aou 2009       |
| 200 m Dos        | 25 m   | 2 min 07 s 06 | British Swimming Stage 1                               | Loughborough             | 26 avril 2008    |
| 100 m Papillon   | 25 m   | 58 s 20       | British Swimming Stage 1                               | Loughborough             | 25 avril 2008    |
| 50 m Libre Laps  | 25 m   | 21 s 90       | Championnats d'Europe de natation en petit bassin 2008 | Rijeka (Croatie)         | 14 décembre 2008 |
| 100 m Libre Laps | 25 m   | 47 s 26       | Ch. du monde de natation en petit bassin 2008          | Manchester (Royaume-Uni) | 9 avril 2008     |
| 200 m Libre Laps | 25 m   | 1 min 43 s 46 | Ch. du monde de natation en petit bassin 2008          | Manchester (Royaume-Uni) | 10 avril 2008    |